# Коломбијер сир Орб
Коломбијер сир Орб (фр. Colombières-sur-Orb) је насеље и општина у јужној Француској у региону Лангдок-Русијон, у департману Еро која припада префектури Безје.
По подацима из 2011. године у општини је живело 471 становника, а густина насељености је износила 58,08 становника/km². Општина се простире на површини од 8,11 km². Налази се на средњој надморској висини од 172 метара (максималној 1.008 m, а минималној 132 m).

## Демографија
| 1962. | 1968. | 1975. | 1982. | 1990. | 1999. | 2011. |
| ----- | ----- | ----- | ----- | ----- | ----- | ----- |
| 259   | 266   | 270   | 339   | 397   | 417   | 471   |

График промене броја становника у току последњих година